# Jean-François Montés
Pour les articles homonymes, voir Montes.
Jean-François Montés, né le 1er novembre 1765 à Grenade-sur-Garonne et mort le 13 janvier 1856 à Paris, fut tour à tour chanoine honoraire de l'église de Paris, aumônier de Madame la Dauphine, aumônier général des prisons de la Seine d'après les intentions du roi Louis XVIII, ainsi que chevalier de la Légion d'honneur, docteur en théologie et professeur de philosophie à l'université de Toulouse.
Lors de l'assemblée des notables pour les élections aux États généraux de 1789, quoiqu'il ne fût que diacre, il fut désigné par le clergé de Toulouse comme un des électeurs.

## Sources
- J.-P.Claverie, Notes historiques et renseignements divers sur la ville de Grenade et les communes du canton, Le Livre d'histoire, Paris.